# La Petite Reine (film, 2006)
Pour les articles homonymes, voir La Petite Reine (homonymie).
La Petite Reine (en néerlandais Subiet !) est un film néerlandais moyen métrage réalisé par Simone van Dusseldorp, sorti en 2006.

## Synopsis
Une adolescente passionnée de vélo décide de connaître sa première expérience sexuelle avec un inconnu, plutôt qu'avec le garçon qu'elle aime secrètement.
Sabrina, 14 ans, habite avec ses parents dans un petit village. Elle n'a qu'une passion : le cyclisme. Mais lorsque sa meilleure amie s'affiche avec un garçon, Sabrina ne veut pas rester en rade. En dépit de son amour secret pour Martin, un jeune fermier, elle décide de séduire un inconnu pour avoir sa première expérience sexuelle...

## Fiche technique
- Titre original : Subiet !
- Réalisateur : Simone van Dusseldorp
- Scénario : Simone van Dusseldorp
- Musique : Melcher Meirmans
- Durée : 40 min
- Pays d'origine :  Pays-Bas

## Distribution
- Frédérique van den Biggelaar : Sabrina
- Niels Jochems : Martijn
- Roeland Fernhout : Pool
- Marcel Musters : le père de Sabrina